# Zofia Zukowska
Zofia Zukowska (* 1948 oder 1949 in Polen; † 15. April 2012 in Stillwater, Minnesota) war eine Medizinerin und Forscherin auf dem Gebiet des Fettstoffwechsels.

## Vita
1978 wurde sie Assistenzprofessorin an der Warschauer Medizinischen Universität, bevor sie 1980 zuerst als Gastwissenschaftlerin in die Vereinigten Staaten ging. Seit 1986 forscht sie an der Medical School der Georgetown University, 1995 wurde sie als ordentliche Professorin berufen und leitet dort das Department of Physiology & Biophysics.

## Forschung
An der Georgetown-Universität in Washington, D.C. untersuchte sie Zusammenhänge zwischen Stress und Gewichtszunahme. Hierbei erkannte sie, dass Neuropeptid Y (NPY) bei den Fetteinlagerungen eine besondere Rolle spielt.
Ferner untersuchte sie eine Substanz, die den Neuropeptide-Y2-Rezeptor (Y2R) blockiert, an den NPY andockt. Die Substanz wird von Boehringer Ingelheim hergestellt, ist aber noch nicht am Menschen getestet.
In ihren Experimenten mit Mäusen simulierte sie Stress und ungünstige Ernährungsgewohnheiten, wie sie in der US-amerikanischen Gesellschaft verbreitet sind. Die Mäuse nahmen daraufhin an Gewicht zu. Mit dem NPY-Antagonisten konnte sie jedoch bis zu 40 Prozent weniger Fetteinlagerung erreichen als bei der Vergleichsgruppe.
Durch NPY-Depots erreichte sie umgekehrt Fetteinlagerungen an anderen Körperstellen.

## Ergebnisse
Zukowska geht zwar nicht davon aus, dass die Medikamente gegen Adipositas an sich einzusetzen sind, wohl aber therapeutisch bei übergewichtsbegleitenden Krankheiten wie Diabetes mellitus, Bluthochdruck und Arteriosklerose eingesetzt werden kann, indem risikoreiche Fetteinlagerungen zu weniger riskanten transformiert werden.
Ein weiterer vielversprechender Einsatzbereich stellt die Plastische Chirurgie dar.
So könnte NPY zum Beispiel gegen Falten oder als Alternative zu Brustimplantaten eingesetzt werden.

## Sonstiges
Zofia Zukowska hatte einen Sohn und eine Tochter.